# نظام بيثيسدا للإبلاغ عن اعتلال الغدة الدرقية الخلوي
نظام بيثيسدا للإبلاغ عن اعتلال الغدة الدرقية الخلوي (بالإنجليزية: Bethesda system for reporting thyroid cytopathology)‏ هوَ نظام إبلاغ عام لسيتولوجيا الغدة الدرقية.